# Явоже (Сілезьке воєводство)
Явоже (пол. Jaworze, нім. Ernsdorf) — село в Польщі, у гміні Явоже Бельського повіту Сілезького воєводства. Єдиний населений пункт гміни.
Населення — 6786 осіб (2011).
У 1975-1998 роках село належало до Бельського воєводства.

## Демографія
Демографічна структура станом на 31 березня 2011 року:
|          | Загалом | Допрацездатний вік | Працездатний вік | Постпрацездатний вік |
| -------- | ------- | ------------------ | ---------------- | -------------------- |
| Чоловіки | 3334    | 730                | 2208             | 396                  |
| Жінки    | 3452    | 579                | 2118             | 755                  |
| Разом    | 6786    | 1309               | 4326             | 1151                 |